# Neoceroplatus paicoenai
Neoceroplatus paicoenai är en tvåvingeart som beskrevs av Lane 1950. Neoceroplatus paicoenai ingår i släktet Neoceroplatus och familjen platthornsmyggor. Inga underarter finns listade i Catalogue of Life.